# منتخب كينيا لاتحاد الرغبي للسيدات
منتخب كينيا لاتحاد الرغبي للسيدات (بالإنجليزية: Kenya women's national rugby union team)‏ هو ممثل كينيا الرسمي في المنافسات الدولية في اتحاد الرغبي للسيدات . تأسس في 9 سبتمبر 2006م.

## وصلات خارجية
- الموقع الرسمي